# Baja Portalegre 500
La Baja Portalegre 500 est une course de rallye-raid (cross-country) organisée par définition sur trois journées par l'Automóvel Club de Portugal tout autour du village de Portalegre, sous les auspices de la FIA et comptabilisée pour la Coupe du monde des rallyes tout-terrain.

## Histoire
L'idée originelle de cette course est de José Megre du Clube Aventura dès 1983, lui-même ancien pilote du Paris-Dakar durant les années 1982, 1983 et 1984, aidé par son ancien navigateur Pedro Vilas Boas.
Le nom originel est Rali Maratona de Portalegre – Finicisa.
La première édition a lieu en juin 1987 et les motos sont d'emblée intégrées dans l'épreuve. Les motards français Stéphane Peterhansel, Serge Bacou, Richard Sainct, Gilles Lalay, Cyril Esquirol et Thierry Magnaldi s'y sont ainsi distingués, mais il fallut attendre 1995 et 1996 pour voir les premières victoires étrangères se produire, avec respectivement Richard Sainct puis Alain Perez.
En 2002 et suivantes, elle fait partie du programme coupe FIA de Bajas, ce jusqu'en 2010. En 2011, elle intègre la Coupe du monde des rallyes tout-terrain unifiée.
La course se déroule traditionnellement fin octobre, à cheval sur un week-end.

## Palmarès (autos)
| Année     | Équipage vainqueur                       | Voiture                                           |
| --------- | ---------------------------------------- | ------------------------------------------------- |
| 1987      | António Bayona / José Costa              | Mitsubishi Pajero                                 |
| 1988      | Carlos Barbosa-Tucha / António Castro    | UMM Alter Turbo                                   |
| 1989      | Carlos Almeida / Rogério Almeida         | UMM Alter Turbo                                   |
| 1990      | Duarte Guedes / Rui Choças               | Nissan Terrano V6                                 |
| 1991      | Carlos Almeida / Nuno Rodrigues da Silva | UMM Alter Turbo                                   |
| 1992      | Tomaz M. Breyner / Jaime Baptista        | Nissan Picou V6                                   |
| 1993      | Tomaz M. Breyner / Jaime Baptista        | Nissan Pick Up                                    |
| 1994      | João Vassalo / António Caiado            | Mitsubishi Pajero                                 |
| 1995      | Joaquim Garcia / José Janela             | Renault Proto                                     |
| 1996      | Filipe Campos / Pedro Figueiredo         | Nissan Terrano                                    |
| 1997      | Santos Godinho / Vítor Jesus             | SG Proto                                          |
| 1998      | Filipe Campos / Pedro Figueiredo         | Toyota Land Cruiser                               |
| 1999      | João Vassalo / Edgar Condenso            | Mitsubishi Pajero                                 |
| 2000      | Rui Sousa / Carlos Silva                 | Nissan Pick Up Navara                             |
| 2001      | Filipe Campos / Pedro Figueiredo         | Toyota Land Cruiser                               |
| 2002 (CB) | Miguel Barbosa / Miguel Ramalho          | Mitsubishi Strakar                                |
| 2003 (CB) | Miguel Barbosa / Miguel Ramalho          | Mitsubishi Strakar                                |
| 2004 (CB) | Colin McRae / Tina Thörner               | Nissan Pick Up                                    |
| 2005 (CB) | Luc Alphand / Gilles Picard              | Mitsubishi Lancer Evo                             |
| 2006 (CB) | Marc Blázquez / Jordi Mercader           | Nissan Navara                                     |
| 2007 (CB) | Miguel Barbosa / Luís Ramalho            | BMW X5                                            |
| 2008 (CB) | Stéphane Peterhansel / Jean-Paul Cottret | Mitsubishi Racing Lancer                          |
| 2009 (CB) | Filipe Campos / Jaime Baptista           | BMW X3 CC                                         |
| 2010 (CB) | Krzysztof Hołowczyc / Jean-Marc Fortin   | Nissan Navara Overdrive                           |
| 2011 (CM) | Filipe Campos / Jaime Baptista           | Mini All4                                         |
| 2012 (CM) | Miroslav Zapletal / Maciej Marton        | Hummer H3 EVO                                     |
| 2013 (CM) | Krzysztof Hołowczyc / Andreas Schulz     | Mitsubishi Racing Lancer (Ultimate Vodafone team) |
| 2014 (CM) | Ricardo Porém / Manuel Porém             | Mini All4 Racing Filipe Sport                     |
| 2015 (CM) | Ricardo Porém / Jorge Monteiro           | Toyota Hilux Overdrive                            |
| 2016 (CM) | Ricardo Porém / Jorge Monteiro           | Mini All4 Racing                                  |
| 2017 (CM) | Ricardo Porém / Hugo Magalhães           | Ford Ranger                                       |
| 2018 (CM) | Nani Roma / Álex Haro Bravo              | Mini JCW Rally                                    |
| 2019 (CB) | Orlando Terranova / Bernardo Graue       | Mini JCW Rally                                    |
| 2020 (CB) | Bernhard ten Brinke / Tom Colsoul        | Toyota Hilux                                      |